# Gorenjsko Domobranstvo
Gorenjsko Domobranstvo (Domobrana Górnej Krainy, słoweń. Gorenjska samozaščita, niem. Oberkrainer Selbstschutz) – słoweńska ochotnicza formacja zbrojna podczas II wojny światowej.
Pierwsze próby sformowania Domobrany w Górnej Krainie podjął pod koniec 1943 r. dr Albin Smajd, który urzędował w Lublanie. Ostatecznie utworzono ją 9 stycznia 1944 r. Na jej czele stanął por. Slavko Krek, w skład sztabu wchodzili też Milan Amon, Franc Šenk i Janez Ovsenik. Podlegała ona miejscowemu Gestapo na czele z SS-Obersturmbannführerem Aloisem Perstererem, politycznie zaś była podporządkowana Radzie Górnej Krainy złożonej z przedstawicieli różnych ugrupowań słoweńskich.
Początkowo liczebność formacji wynosiła ok. 400 ludzi. Współdziałała ona z niemieckimi oddziałami żandarmerii, policji i SS w zwalczaniu komunistycznej partyzantki. Do jej głównych zadań należała antykomunistyczna propaganda i wywiad. Szybko okazało się jednak, że trzeba było także toczyć walki z komunistami.
We wrześniu 1944 r. jej stan zwiększył się do ok. 1 tys. ludzi, osiągając pod koniec wojny ok. 2,6 tys. W Górnej Krainie funkcjonowało wówczas 39-41 wojskowych posterunków Domobrany. Pod koniec lutego Niemcy zlikwidowali polityczne komórki Domobrany, aresztując ich kierowników. Chcieli także ująć por. S. Kreka, ale ten przebywał w Lublanie. W rezultacie Gestapo podjęło próbę zabicia dowódcy Domobrany, ale nie udała się. Nowym dowódcą został początkowo J. Ovsenik, szef wywiadu, a następnie Niemcy mianowali na to stanowisko gen. Leona Rupnika. Faktycznie pełnił je jednak od marca 1945 r. por. Franc Erpič. Pod sam koniec wojny Domobrana Górnej Krainy została przeorganizowana w Brygadę Górnej Krainy. W ostatnich dniach wycofała się ona do austriackiej Karyntii, gdzie poddała się zachodnim aliantom.
Członkowie Domobrany nosili od grudnia 1944 r. niemieckie mundury z orłem na czerwonym tle na lewym ramieniu i opaską na prawym. Ponadto na prawym mankiecie znajdowała się opaska ze stopniem wojskowym: dowódca Domobrany – 3 złote paski, szefowie wydziałów sztabu – 2 złote paski, ich zastępcy – 1 złoty pasek, komendanci posterunków wojskowych – 3 srebrne paski, podoficerowie – 2 srebrne paski, szeregowi – 1 srebrny pasek.